# Sega System 24
Le System 24 est un système d'arcade 16 bits pour borne d'arcade créé par Sega et commercialisé en avril 1988.

## Description
Le System 24 est composé de deux processeurs, de 1 360 Ko de RAM et 256 Ko de ROM et a été le premier système d'arcade de Sega à nécessiter un moniteur d'arcade à résolution 800 × 600. C'est aussi le premier système d'arcade de Sega à utiliser des disquettes, bien que le stockage puisse aussi se faire sur CD-ROM et cartouche. 4352 couleurs peuvent être sélectionnées, sur une palette de 32768 couleurs. Le processeur sonore est un Yamaha YM2151 cadencé à 4 MHz, modulable sur 8 canaux audio, auquel se rajoute un CNA pour les effets sonores.

## Spécifications techniques
- Processeurs : Motorola 68000 cadencé à 10 MHz ; Hitachi FD1094 cadencé à 10 MHz
- Processeur son : Yamaha YM2151 cadencé à 4 MHz (8 canaux de FM) ; CNA (effets sonores, synthèse vocale)
- Mémoire vive : 1360 Ko
- Mémoire morte : 256 Ko

## Liste des jeux
| Titre                          | Développeur | Éditeur | Genre                     | Date |
| ------------------------------ | ----------- | ------- | ------------------------- | ---- |
| Hot-rod (jeu vidéo)            | Sega AM-1   | Sega    | Course                    | 1988 |
| Scramble Spirits               | Sega        | Sega    | Shoot 'em up              | 1988 |
| Gain Ground                    | Sega AM-1   | Sega    | Shoot 'em up              | 1988 |
| Crack Down                     | Sega AM-1   | Sega    | Shoot 'em up              | 1989 |
| Super Masters Golf             | Sega        | Sega    | Jeu vidéo de sport (Golf) | 1989 |
| Rough Racer                    | Sega AM-1   | Sega    | Course                    | 1990 |
| Bonanza Bros.                  | Sega AM-1   | Sega    | Action                    | 1990 |
| Quiz Syukudai wo Wasuremashita | Sega AM-1   | Sega    | Puzzle                    | 1990 |
| Dynamic Country Club           | Sega AM3    | Sega    | Jeu vidéo de sport (Golf) | 1991 |
| Puzzle and Action: Ichidant-R  | Sega AM-1   | Sega    | Puzzle                    | 1991 |
| Tokoro San no MahMahjan        | Sega AM-1   | Sega    | Mah-jong                  | 1992 |
| Quiz Mekurumeku Story          | Sega AM-1   | Sega    | Puzzle                    | 1993 |
| Tokoro San no MahMahjan 2      | Sega AM-1   | Sega    | Mah-jong                  | 1994 |
| Quiz Ghost Hunter              | Sega AM-1   | Sega    | Puzzle                    | 1994 |